# Manuel Chaves Nogales
Manuel Chaves Nogales (* 7. August 1897 in Sevilla; † 4. Mai 1944 in London) war ein spanischer Publizist, Journalist und Schriftsteller. Er gehörte in den 20er und 30er Jahren zu den bekanntesten spanischen Autoren. Nach seinem Tod geriet sein Werk weitgehend in Vergessenheit. Erst gegen Ende des 20. Jahrhunderts wurden seine Reportagen und Erzählungen wiederentdeckt und gewürdigt.

## Leben und Werk

### Die frühen Jahre (1897–1924)
Seine ersten Lebensjahre verbrachte Chaves in Sevilla. Seine Familie gehörte zum Bildungsbürgertum. Sein Vater, Manuel Chaves Rey, war Journalist bei der Zeitung El Liberal wie auch José Nogales, ein Onkel mütterlicherseits. Er absolvierte eine journalistische Ausbildung in den Lokalredaktionen Sevillas und ab 1915 wurden erste von ihm namentlich gezeichnete Artikel veröffentlicht. 1920 heiratete er Ana Pérez Ruiz.

### Madrid (1924–1936)
1924 ging Chaves mit seiner Familie nach Madrid. Bis 1929 war er dort Chefredakteur des Heraldo de Madrid. Für sein Interview mit der amerikanischen Fliegerin Ruth Elder im Jahr 1927 wurde er mit dem renommierten Mariano-de-Cavia-Preis für Journalismus ausgezeichnet. In diesen Jahren profilierte er sich außerdem als rasender Reporter, der mit dem Flugzeug verschiedenste politische Brennpunkte in Europa aufsuchte und von dort berichtete.
1930 entstand unter seiner Mitwirkung eine neue Tageszeitung in Madrid, Ahora, deren Chefredakteur und stellvertretender Direktor Manuel Chaves wurde. Die Zeitung unterstützte die Zweite Spanische Republik und galt als regierungsnah. Über die politischen Ereignisse in Spanien hinaus galten sein Interesse und seine Sorge den totalitaristischen Tendenzen in Europa.
In den Jahren 1934 und 1935 entstanden zudem seine weltweit bekanntesten erzählerischen Werke: Die Erinnerungen des Meistertänzers Juan Martínez, der dabei war und Juan Belmonte. Stiertöter. Eine Biografie. Beide Werke beruhen auf langen Gesprächen mit den jeweiligen Protagonisten, dem Flamenco-Tänzer Juan Martínez, der die Russische Revolution und den sich anschließenden Bürgerkrieg erlebte, und dem legendären Stierkämpfer Juan Belmonte.

### Bürgerkrieg und Exil (1936–1944)
Als überzeugter Anhänger der II. Spanischen Republik (1931–1939) musste er schon kurz nach Beginn des Spanischen Bürgerkriegs um sein Leben fürchten. Er verließ Spanien im November 1936 und ging zunächst nach Paris ins Exil. Er beteiligte sich dort an der Wiederbelebung der Nachrichtenagentur Havas und publizierte unter anderem in L’Europe Nouvelle, Candide und France Soir. Zudem verstärkte er seine Zusammenarbeit mit lateinamerikanischen Zeitungen.
1937 veröffentlichte er eine Reihe kürzerer Erzählungen über den Spanischen Bürgerkrieg, denen er ein Vorwort, das später berühmt wurde, voranstellte. Darin brachte er seine liberalen, demokratischen, anti-totalitären persönlichen und politischen Überzeugungen zum Ausdruck. Manche halten dafür, dass dieses Vorwort die neuere Sicht auf den Spanischen Bürgerkrieg grundlegend veränderte.
Wegen des Einmarsches der Deutschen Wehrmacht in Frankreich sah er sich gezwungen, Paris zu verlassen. 1940 ging er nach London ins Exil. Auch dort blieb er weiterhin schriftstellerisch und journalistisch aktiv. Er arbeitete für die Agentur Atlantic Pacific Press, für die BBC und als Kolumnist für den Evening Standard.
Manuel Chaves Nogales starb 1944 in London. Sein Tod wird mit einer Operation in Zusammenhang gebracht, die aufgrund einer diagnostizierten Bauchfellentzündung erfolgte. Andere nehmen als Todesursache einen aggressiven Magenkrebs an.

### Über Chaves Nogales
«Chaves Nogales defendió la causa de la democracia con una gallardía en la que sólo se le compara George Orwell»

„Chaves Nogales verteidigte die Sache der Demokratie mit einer Hingabe, der nur die von George Orwell noch gleich kommt.“

«Para hacer una síntesis de lo que representó Chaves Nogales bastaría con decir que es el mejor periodista español que ha habido en el siglo XX.»

„Um die Bedeutung von Chaves Nogales auf den Punkt zu bringen, genügte es zu sagen, dass er der beste spanische Journalist des 20. Jahrhunderts war.“

«Chaves fue quizás el exponente más valioso del periodismo de la Segunda República Española, no solo por su brillantez como escritor o por su espíritu aventurero, que le llevó a escribir reportajes prácticamente sobre todos los puntos conflictivos de Europa en aquellos años, sino, sobre todo, por su testimonio de independencia.»

„Chaves war vielleicht der herausragendste Vertreter des Journalismus der Zweiten Spanischen Republik, nicht nur seiner schriftstellerischen Brillanz oder seines Abenteuergeistes wegen, die ihn dazu veranlasste, über praktisch alle Krisenherde in Europa in jenen Jahren zu berichten, sondern vor allem als Inbild von Unabhängigkeit.“

«Era un hombre —como ya he dicho— tremendamente optimista. Para él ni siquiera los más duros acontecimientos eran motivo de depresión, sino de estímulo.»

„Er war - wie ich schon sagte - ein außerordentlich optimistischer Mensch. Für ihn waren selbst die schlimmsten Ereignisse kein Grund für Niedergeschlagenheit, sondern Anreize.“

«Es un hombre melancólico y de melancolía se tiñen sus escritos.»

„Er ist ein melancholischer Mensch und von Melancholie gefärbt sind seine Schriften.“

## Auswahlbibliografie

### Spanische Werkausgaben
- Cintas Guillén, María Isabel (Hg.): Manuel Chaves Nogales: Obra Narrativa Completa (2 Bände). Sevilla: Diputación de Sevilla 2009 (Wiederauflage), ISBN 978-84-88603-01-2
- Cintas Guillén, María Isabel (Hg.): Manuel Chaves Nogales: Obra Periodística (neue, erweiterte Ausgabe, 3 Bände). Sevilla: Diputación de Sevilla, 2013, ISBN 978-8415311133
- Garmendia, Ignacio F. (Hg.): Manuel Chaves Nogales: Obra Completa (5 Bände). Barcelona: Libros del Asteroide 2020, ISBN 978-8417977474

### Werke auf Deutsch
- Manuel Chaves Nogales: Die Erinnerungen des Meistertänzers Juan Martínez, der dabei war. Berlin: Matthes & Seitz 2015, ISBN 978-3-95757-207-3
- Manuel Chaves Nogales: Ifni, Spaniens letztes koloniale Abenteuer. Köln: Kupido Verlag 2021, ISBN 978-3-96675-035-6
- Manuel Chaves Nogales: Juan Belmonte. Stiertöter. Eine Biografie. Berlin: Friedenauer Presse 2022, ISBN 978-3-7518-0624-4
- Manuel Chaves Nogales: Deutschland im Zeichen des Hakenkreuzes. Aus dem Spanischen und eingeführt von Frank Henseleit. Köln: Kupido Verlag 2022, ISBN 978-3-96675-150-6
- Manuel Chaves Nogales: ¡Blut und Feuer! Helden, Bestien und Märtyrer im Spanischen Bürgerkrieg. Aus dem Spanischen von Frank Henseleit. Kupido Literaturverlag: Köln 2023, ISBN 978-3-96675-155-1

### Biografisches
- Cintas Guillén, María Isabel: Manuel Chaves Nogales. Andar y contar. Band I und II. Almería: Confluencias 2021
- Cintas Guillén, María Isabel: Website zu Manuel Chaves Nogales:
- Cintas Guillén, María Isabel: Kurzbiografie zu Chaves Nogales in der Personendatenbank der Real Academia de la Historia
- Cintas Guillén, María Isabel: Introducción. In: Cintas Guillén, María Isabel (Hg.): Manuel Chaves Nogales: Obra Periodística, Band 1, Sevilla: Diputación de Sevilla 2001, S. IX–CCXLVI
- Munñoz Molina, Antonio: La educación política de Manuel Chaves Nogales. In: Garmendia, Ignacio F. (Hg.): Manuel Chaves Nogales: Obra Completa 2020, Band 1, S. XVII–XXV
- Torrente, Luis Felipe und Suberviola, Daniel: El hombre que estaba allí, libro-documental, Libros.com, 2013
- Trapiello, Andrés: Retrato literario de Chaves Nogales. In: Garmendia, Ignacio F. (Hg.): Manuel Chaves Nogales: Obra Completa 2020, Band 1, S. XXVII–XXXIV
- Trapiello, Andrés: Las armas y las letras. Literatura y guerra civil (1936–1939). Barcelona: Destino 2010, ISBN 978-84-233-4191-7